# Maia Mitchell
Maia Mitchell, född 18 augusti 1993 i Lismore, New South Wales, är en australisk skådespelare och singer/songwriter. Hon är känd för rollen som Brittany Flune i Pinsamheter och Natasha Hamilton i Fångad. Hon är också med i The Fosters och spelar där Callie Jacob.
2013 var Maia Mitchell med i Disney Channel-filmen Teen Beach Movie där hon spelar en av huvudrollerna, Mack. Hon medverkade även i uppföljaren som kom 2015. Maia Mitchell är också med i filmen The Last Summer.
Redan som 18-åring flyttade Mitchell till Los Angeles, där hon sedermera fick flera uppmärksammade film- och TV-roller. Hon flyttade tillbaka till Australien 2022, inte minst för att vara nära familjen med hänsyn till både coronapandemi och översvämningar i landet. Från 2016 var hon tillsammans med youtubern Rudy Mancuso. De separerade i april 2022.

## Filmografi (i urval)

### Film
| År   | Titel            | Roll              | Noter   |  |
| ---- | ---------------- | ----------------- | ------- |  |
| 2013 | Teen Beach Movie | McKenzie ("Mack") | TV-film |  |
| 2013 | After the Dark   | Beatrice          |         |  |
| 2015 | Teen Beach 2     | McKenzie          | TV-film |  |
| 2019 | The Last Summer  | Phoebe            |         |  |
| 2025 | Until Dawn       | Melanie           |         |  |

### TV

#### TV-serier
| År        | Titel                           | Roll                               | Noter                                             |
| --------- | ------------------------------- | ---------------------------------- | ------------------------------------------------- |
| 2006–07   | Pinsamheter                     | Brittany Flune                     | Huvudroll                                         |
| 2008–09   | Fångad                          | Natasha Hamilton                   | Huvudroll                                         |
| 2009      | K9                              | Taphony                            | "Taphony and the Time Loop" (episod 20)           |
| 2011      | Castaway                        | Natasha Hamilton                   | Huvudroll                                         |
| 2011      | Zombies and Cheerleaders        | Claire                             | Outgivet pilotavsnitt på Disney Channel           |
| 2013–2018 | The Fosters                     | Callie Adams Foster (Callie Jacob) | Huvudroll                                         |
| 2013–14   | Jessie                          | Shaylee Michaels                   | "Jessie's Big Break"                              |
| 2013      | Phineas och Ferb                | Sig själv                          | Säsong 4, episod 11                               |
| 2014      | Jake and the Never Land Pirates | Wendy Darling                      | Röst; "Battle for the Book" (Säsong 3, episod 21) |
| 2016–18   | The Lion Guard                  | Jasiri; röst                       | 6 episoder                                        |
| 2019–     | Good Trouble                    | Callie Adams Foster                | Huvudroll                                         |